# 고베 대학
고베 대학(일본어: 神戸大学, Kobe University)은 일본의 국립 대학이다. 대학 본부는 효고현 고베시 나다구(灘區)에 있다. 일본에서 가장 오래되고 가장 규모가 큰 대학 가운데 하나로 교토 대학, 오사카 대학과 함께 간사이 지방의 3대 명문대학으로 손꼽힌다. 전국적으로도 구제국대학인 나고야대학, 토호쿠대학과 비슷한 레벨로 평가받는 명문대학이다. 일본에서 최초로 경영학부와 경영대학원을 설립했다. 상경학 부문에서 높은 평가를 받고 있고 법학, 정치학 분야의 명성이 높다.

## 연혁
고베 대학의 기원은 1902년에 창설된 고베 고등 상업학교(神戶高等商業學校)이다.
- 1929년 고베 상업대학(神戶商業大學)으로 승격.
- 1944년 고베 경제대학(神戶經濟大學)으로 개칭.
- 1949년 고베 경제대학, 효고 사범학교[1](兵庫師範學校), 효고 청년 사범학교[2](兵庫靑年師範學校), 고베 공업 전문학교[3](神戶工業專門學校), 히메지 고등학교[4](姬路高等學校)를 통합해, 고베 대학 발족.
- 1964년 효고 현립 고베 의과대학(兵庫縣立神戶醫科大學)을 통합.
- 1966년 효고 현립 효고 농과대학(兵庫縣立兵庫農科大學)을 통합.
- 2003년 고베 상선대학(神戶商船大學)을 통합.

## 캠퍼스
- 롯코다이(六甲臺) 지구(地區): 대학 본부 캠퍼스.
- 효고현 고베시 나다 구(灘區) 롯코다이 초(六甲臺町) 1-1.
- 구스노키(楠) 지구: 의학부 의학과 캠퍼스.
- 효고 현 고베 시 주오 구(中央區) 구스노키 초(楠町) 7-5-1.
- 묘다니(名谷) 지구: 의학부 보건학과 캠퍼스.
- 효고 현 고베 시 스마 구(須磨區) 도모가오카(友が丘) 7-10-2.
- 후카에(深江) 지구: 해사과학부 캠퍼스.
- 효고 현 고베 시 히가시나다 구(東灘區) 후카에미나미마치(深江南町) 5-1-1.

## 조직

### 학부
- 문학부
  - 인문학과
- 국제문화학부
  - 국제문화학과
- 발달과학부
  - 인간형성학과
  - 인간행동학과
  - 인간표현학과
  - 인간환경학과
- 법학부
  - 법률학과
- 경제학부
  - 경제학과
- 경영학부
  - 경영학과
- 이학부
  - 수학과
  - 물리학과
  - 화학과
  - 생물학과
  - 지구혹성과학과
- 의학부
  - 의학과 (구스노키[楠] 캠퍼스)
  - 보건학과 (묘다니[名谷] 캠퍼스)
- 공학부
  - 건축학과
  - 시민공학과(구 토목공학과)
  - 전기전자공학과
  - 기계공학과
  - 응용화학과
  - 정보지능공학과
- 농학부
  - 응용동물학과
  - 식물자원학과
  - 생물환경제어학과
  - 생물기능화학과
  - 식료생산환경학과
- 해사과학부(海事科學部; 후카에[深江] 캠퍼스)
  - 해사 기술 관리학 과정
  - 해상 수송 시스템학 과정
  - 해양 공학 과정

### 대학원
- 인문학 연구과
- 국제문화학 연구과
- 인간발달환경학 연구과
- 법학연구과
- 경제학연구과
- 경영학연구과
- 이학연구과
- 의학계연구과
- 공학연구과
- 농학연구과
- 해사과학(海事科學) 연구과
- 국제협력연구과

### 부속기관
- 의학부 부속 병원
- 경제경영연구소
- 대학 도서관
- 해사 박물관(海事博物館)
- 야마구치 세이시(山口誓子) 기념관
- 도시안전연구센터

### 기타
고베 대학은 같은 간사이 지방의 국립대인 교토 대학, 오사카 대학과 함께 게이한신으로 일컬어지기도 하고, 구제(旧制)대학시절 상업대학이었던 역사에 따라 히토쓰바시 대학, 오사카 시립 대학과 더불어 구제 3상대(旧三商大) 중 하나로 꼽히기도 한다.

## 같이 보기
- 분류:고베 대학 교수